# Олімпійський Мішка

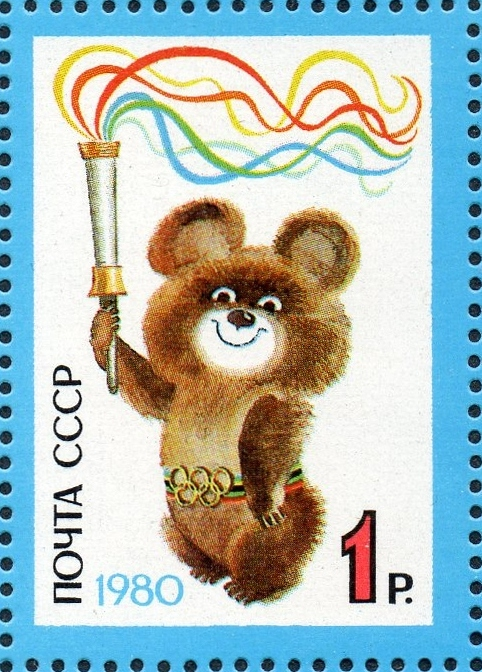
Олімпійський Мішка на поштовій марці СРСР

Ведмедик Мі́ша (або просто Мі́шка) — талісман XXII Олімпійських ігор у Москві, що відбулися 1980 року. Талісман має вигляд антропоморфного ведмедя, який стоїть на задніх лапах та усміхається. Олімпійський Мішка створений московським ілюстратором Віктором Чижиковим.
Олімпійський комітет СРСР обрав талісманом ведмедя через те, що він є традиційним персонажем російського фольклору, який у казках та інших творах носить ім'я Мішка, Михайло, Михайло Потапич тощо. Як символ Олімпіади, Мішка втілював в собі ті якості, які притаманні спортсмену, наприклад, сила, наполегливість, сміливість та інше.

## Історія створення
Конкурс на зображення ведмедя, талісмана московської Олімпіади-80, було оголошено у 1977 році. Серед поданих ескізів, журі організаційного комітету обрало ведмедя з посмішкою, що має пояс кольору олімпійських кілець — синій, чорний, жовтий, зелений та червоний — з пряжкою у вигляді цих кілець.
Наприкінці вересня Чижикову подзвонили і сказали: «Віктор Олександрович! Вітаємо — Ваш ведмідь пройшов ЦК партії!». А затвердили проєкт олімпійського талісмана Віктора Чижикова 19 грудня 1977 року.
Велика фігура олімпійського ведмедика була виготовлена на українській хутряній фабриці у місті Жовті Води (нині — ТОВ «Фабрика штучного хутра»). Гігантський гумовий Мішка під час церемонії закриття Олімпіади піднявся до неба на повітряних кулях під виконання пісні Льва Лещенка та Тетяни Анциферової. 
Приватна компанія з ФРН восени 1980 року пропонувала продати гумову фігуру Мішки за 100 тисяч марок, але радянський уряд відмовив покупцям.

Олімпійський Мішка на автошляху біля Боярки, Київська область,

- Олімпійський Мішка на автошляху М05 біля Боярки, Київська область,   50°17′54″ пн. ш. 30°21′55″ сх. д. / 50.29827° пн. ш. 30.3651965° сх. д.

## Олімпійський Мішка в мультиплікації
Для того, щоб популяризувати Олімпіаду, радянські мультиплікатори мали завдання — знімати мультфільми, де буде згадуватися Мішка. Наприклад, «Велика естафета», «Ну, де ж Ведмежа?», «Хто отримає приз», «Привіт, Олімпіадо!», «Баба-Яга проти», «Олімпійський характер», «Метаморфоза», «Нокаут».
Мішка зустрічаються і в мультфільмі «Троє з Простоквашино» (1978), де Дядя Федір читає журнал «Мурзилка» з його зображенням на обкладинці. 
У 13-му випуску мультфільму «Ну, постривай!» (1980) Олімпійський Мішка дарує вовку та зайцеві приз — торт, який прикрашений шоколодними фігурками вовка та зайця.

## Галерея

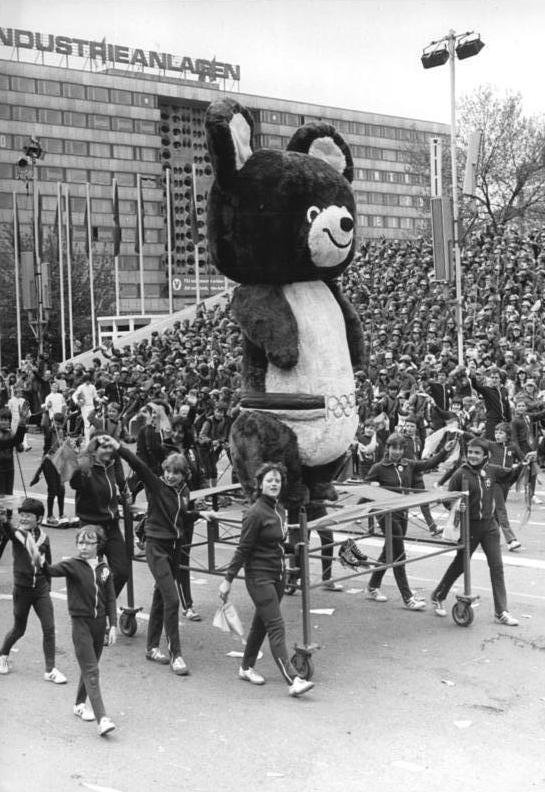
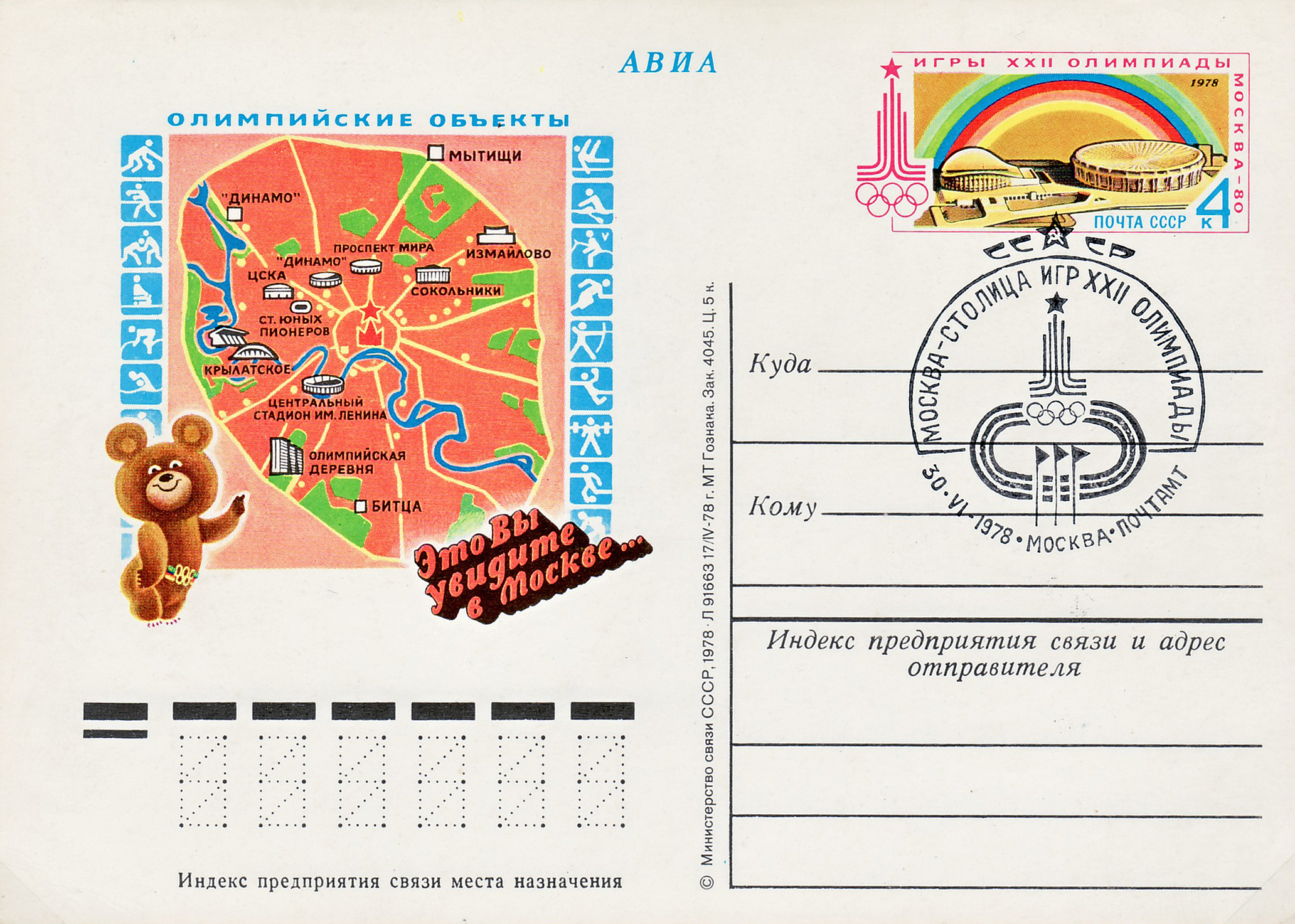
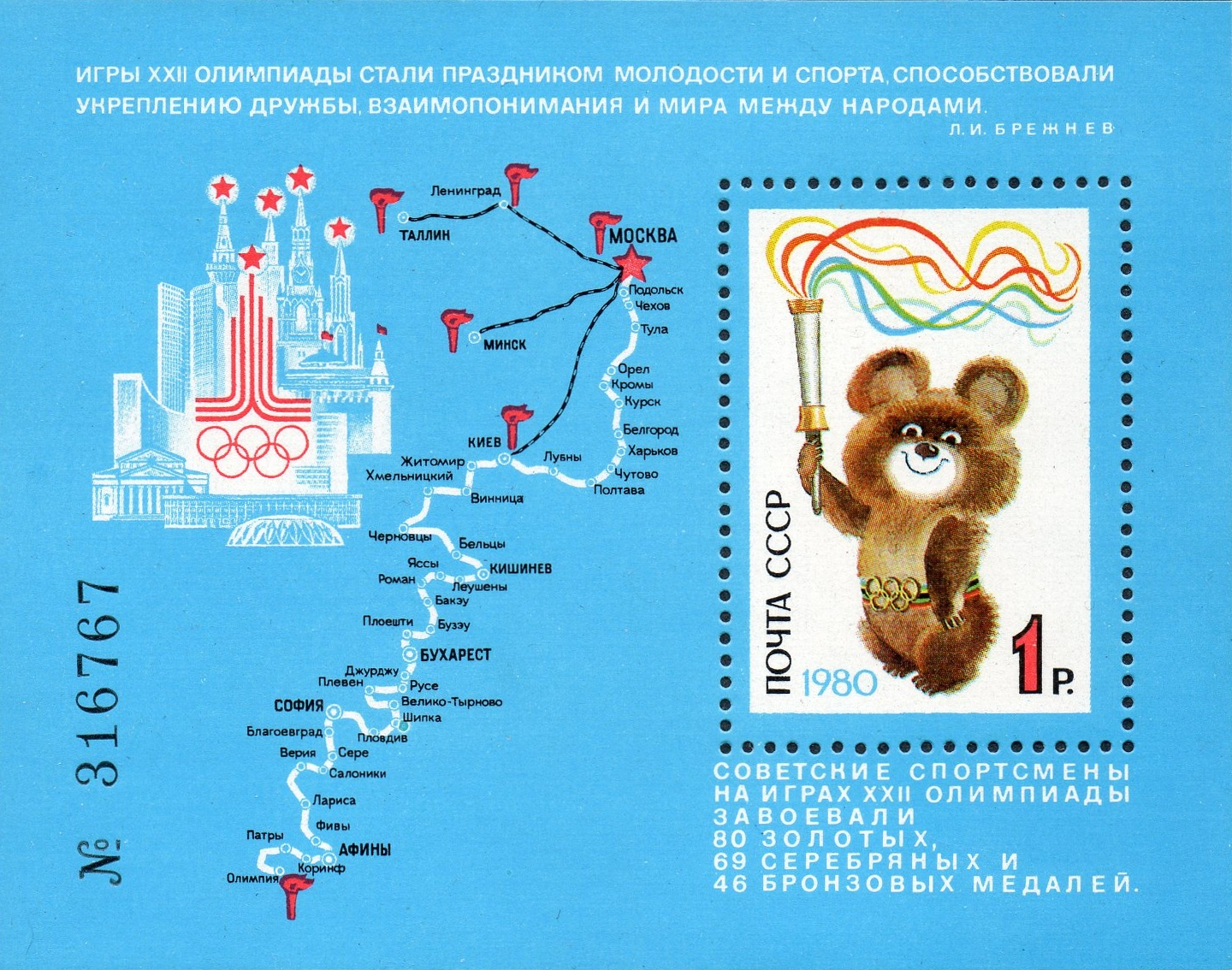
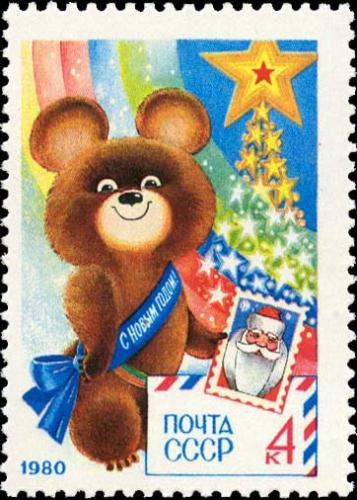
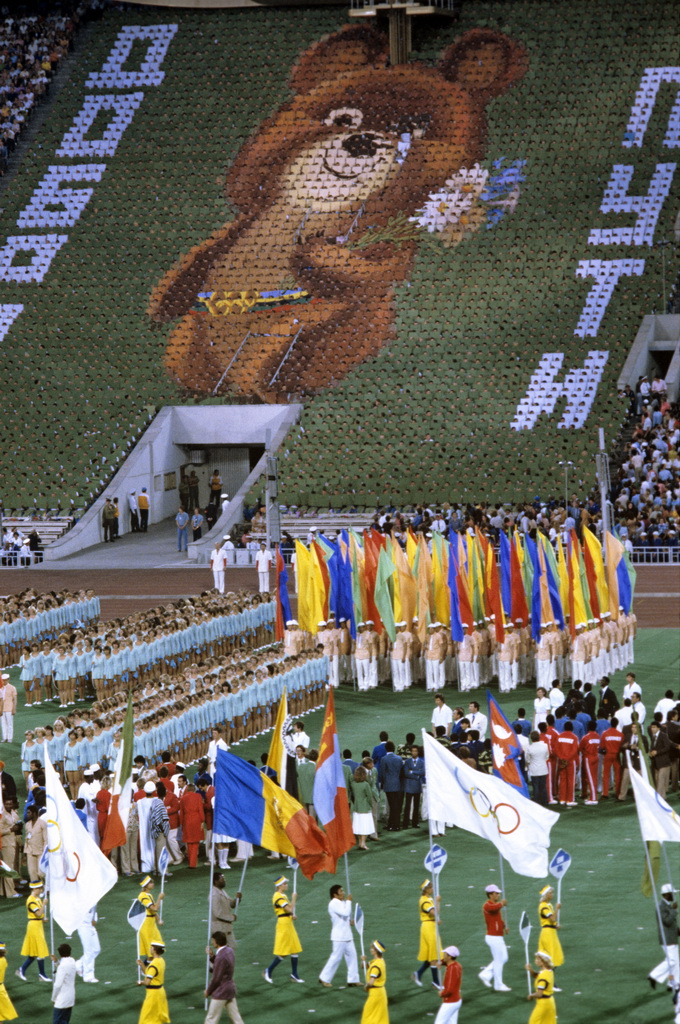